# Ghiacciaio Romanche
Il ghiacciaio Romanche è un ghiacciaio della Cordillera Darwin situato nel Parco nazionale Alberto de Agostini, nella Regione di Magellano e dell'Antartide Cilena, in Cile.
Un torrente originato dall'acqua di fusione del ghiacciaio termina il suo flusso con una cascata che sbocca in un fiordo del Brazo del Noroeste del Canale di Beagle, di fronte all'Isla Gordon.

## Denominazione
Il ghiacciaio deriva il suo nome dal veliero a tre alberi La Romanche, della marina francese, che faceva parte della spedizione scientifica francese al Capo Horn (1882-1883), al comando del capitano Louis-Ferdinand Martial.